# 日米会話学院

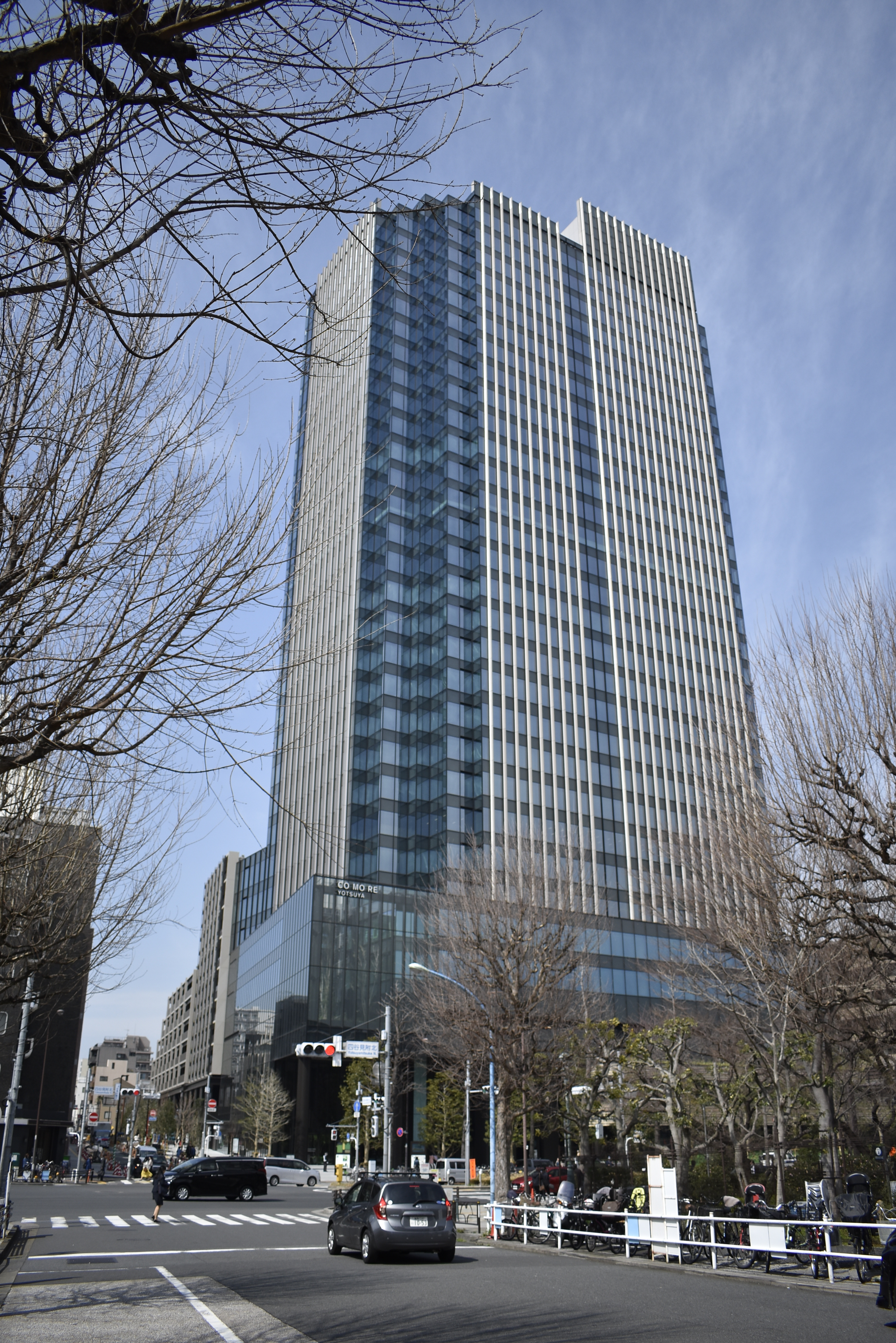
入居するコモレ四谷

日米会話学院（にちべいかいわがくいん）は、一般財団法人国際教育振興会が運営する日本の英会話学校。第二次世界大戦後すぐに設立準備が始まって1945年11月に開校しており、おもに英会話を教える民間の学校としては極めて長い歴史がある。現在の校舎は東京都新宿区四谷にある。

## 沿革
創設者である武藤富男は、敗戦直後の1945年9月に外務省終戦連絡事務局などの働きかけを受けて英会話学校開設の準備に入り、11月に浅草橋にある日本橋女学館高等女学校（現・開智日本橋学園高等学校）の教室を借りて、日米会話学院を開校し、授業を開始した。武藤は、教師となる米国人を募集するために河井道らに働きかけており、それを契機として12月には『キリスト新聞』が創刊されている。
1946年には武藤が学院の運営から退いて組織改編が取り組まれ、1947年に神田今川橋へ移転するとともに、学院の運営主体として財団法人国際教育文化協会が設立されて、1948年に文部省の認可を受けた。法人名称は、その後1953年に財団法人国際教育振興会と改称され、さらに2012年には制度変更に伴い一般財団法人国際教育振興会となっている。
学院は、1956年に現在の四谷校地へ移転し、2006年から2008年にかけて改築のために飯田橋に仮校舎を設けていた時期を除いて、同地に校舎がある。
戦前に起源をもち、1964年から再開されて以降毎年開催されている日米学生会議には、学院を運営する国際教育振興会が大きく関わっている。
1976年から専修学校制度に基づく英語専門課程を設けていたが、2010年に廃止した。
英語のほか、フランス語や日本語の講座も多数設けており、近年では例年およそ7,000人が在籍者となっている。
2008年3月に竣工された四谷新校舎は、2015年9月まで桜美林大学四谷キャンパス（現、千駄ヶ谷）として共同使用されていた。
なお、四谷駅前地区第一種再開発事業に伴い、2016年1月仮校舎（新宿区四谷）へ移転、2020年2月新校舎（コモレ四谷内グローバルスタディスクエア）へ再移転した。

## 著名な関係者

### 学院長
- 武藤富男（1945年11月 - 1946年5月）
- 板橋並治（1946年5月 - 1998年4月）
- 大井孝（1999年4月 - 2016年3月）
- 伊部正信（2016年4月 - 2016年12月）
- 向後純一（2016年12月 - 2018年10月）
- 金野洋（2018年10月 - 現在）

### 講師経験者
- デイヴィッド・セイン[6]
- 松岡佑子[7]
- 加藤剛 (東南アジア研究者)[8]

### 出身者
- よしだみどり（旧本名・吉田悦子）- 元日本テレビ「ロンパールーム」3代目先生[9][10]